# Nederlandse kampioenschappen schaatsen afstanden 2014 - 1500 meter vrouwen
De 1500 meter vrouwen op de Nederlandse kampioenschappen schaatsen afstanden 2014 werd gereden op vrijdag 25 oktober 2013 in ijsstadion Thialf te Heerenveen. Er namen vierentwintig vrouwen deel.
Olympisch en wereldkampioene Ireen Wüst was titelhoudster na haar zege tijdens de NK afstanden 2013 en werd vooraf gezien als de grootste kanshebber. Achteraf moest Wüst genoegen nemen met brons nadat ze net als tijdens de NK allround 2013 werd verrast door shorttrackster Jorien ter Mors, die bovendien een kampioenschapsrecord reed. Er waren vijf startplaatsen te verdienen voor de wereldbeker schaatsen 2013/2014 voor de vijf snelste schaatsers, maar winnares Jorien ter Mors kondigde aan de eerste drie wereldbekers sowieso over te slaan en alleen in Berlijn tijdens WB4 mogelijk te starten.

## Statistieken

### Uitslag
| #      | Schaatser                 | Ploeg                     | tijd    |
| ------ | ------------------------- | ------------------------- | ------- |
| Goud   | Jorien ter Mors           | NTS (shorttrack)          | 1.55,88 |
| Zilver | Lotte van Beek            | Team Corendon             | 1.56,11 |
| Brons  | Ireen Wüst                | TVM                       | 1.56,37 |
| 4      | Marrit Leenstra           | Team Corendon             | 1.56,83 |
| 5      | Jorien Voorhuis           | Team Liga                 | 1.58,67 |
| 6      | Annouk van der Weijden    | Project 2018              | 1.58,71 |
| 7      | Margot Boer               | Team Liga                 | 1.58,81 |
| 8      | Antoinette de Jong        | Jong Oranje               | 1.58,87 |
| 9      | Linda de Vries            | TVM                       | 1.58,97 |
| 10     | Manon Kamminga            | individueel rijder        | 1.59,12 |
| 11     | Melissa Wijfje            | Jong Oranje               | 1.59,32 |
| 12     | Irene Schouten            | Project 2018              | 1.59,96 |
| 13     | Yvonne Nauta              | Team Liga                 | 2.00,08 |
| 14     | Roxanne van Hemert        | Team Activia              | 2.00,10 |
| 15     | Diane Valkenburg          | Team Activia              | 2.00,11 |
| 16     | Sanneke de Neeling        | Jong Oranje               | 2.00,43 |
| 17     | Carlijn Achtereekte       | Project 2018              | 2.00,59 |
| 18     | Natasja Bruintjes         | individueel rijder        | 2.00,94 |
| 19     | Laurine van Riessen       | Team Activia              | 2.01,33 |
| 20     | Imke Vormeer              | Team Palet Schilderwerken | 2.01,47 |
| 21     | Annette Gerritsen         | Team Activia              | 2.01,79 |
| 22     | Letitia de Jong           | iSkate Development Team   | 2.02,43 |
| 23     | Mariska Huisman           | Project 2018              | 2.02,88 |
| 24     | Carla Ketellapper-Zielman | Team Palet Schilderwerken | 2.03,74 |

### Loting
| Rit | Binnenbaan             | Buitenbaan                |
| --- | ---------------------- | ------------------------- |
| 1   | Sanneke de Neeling     | Melissa Wijfje            |
| 2   | Imke Vormeer           | Letitia de Jong           |
| 3   | Manon Kamminga         | Carla Ketellapper-Zielman |
| 4   | Roxanne van Hemert     | Annette Gerritsen         |
| 5   | Jorien Voorhuis        | Margot Boer               |
| 6   | Natasja Bruintjes      | Irene Schouten            |
| 7   | Annouk van der Weijden | Yvonne Nauta              |
| 8   | Carlijn Achtereekte    | Mariska Huisman           |
| 9   | Lotte van Beek         | Linda de Vries            |
| 10  | Marrit Leenstra        | Jorien ter Mors           |
| 11  | Antoinette de Jong     | Diane Valkenburg          |
| 12  | Ireen Wüst             | Laurine van Riessen       |

1987 · 
1988 · 
1989 · 
1990 · 
1991 · 
1992 · 
1993 · 
1994 · 
1995 · 
1996 · 
1997 · 
1998 · 
1999 · 
2000 · 
2001 · 
2002 · 
2003 · 
2004 · 
2005 · 
2006 · 
2007 · 
2008 · 
2009 · 
2010 · 
2011 · 
2012 · 
2013 · 
2014 · 
2015 · 
2016 · 
2017 · 
2018 · 
2019 · 
2020 · 
2021 · 
2022 · 
2023 · 
2024 · 
2025